# Al-Busajna
Al-Busajna (arab. البثينة) – miejscowość w Syrii, w muhafazie As-Suwajda. W 2004 roku liczyła 1151 mieszkańców.